# Regional Preferente de La Rioja 2023-24
La temporada 2023-24 de Regional Preferente de La Rioja de fútbol comenzó el 23 de septiembre de 2023. Durante esta campaña es el sexto y último nivel de las Ligas de fútbol de España para los clubes de La Rioja, por debajo de la Tercera Federación.

## Sistema de competición
En esta temporada, siempre que hubiera más de 22 clubes inscritos en categoría regional, se crearía una nueva categoría por debajo de la Regional Preferente, la Primera Regional. No obstante, al final fueron 21 los clubes inscritos, por lo que todos quedaron encuadrados en la Regional Preferente.
Los 21 equipos inscritos disputan, a partir del fin de semana del 24 de septiembre, una primera fase con tres grupos de siete equipos cada uno, confeccionados por sorteo puro. En esta primera fase, en cada grupo, se juega a doble vuelta y todos contra todos con disputa de 14 jornadas.
En la segunda fase, desde el 11 de febrero, los dos primeros clasificados de cada grupo y los dos mejores terceros de todos los grupos (en total, ocho equipos) disputan la Fase de Ascenso en formato de todos contra todos, a doble vuelta, jugando 14 jornadas (sin arrastre de puntos, ni goles ni resultados de la primera fase).
Ascienden a Tercera Federación los tres primeros equipos clasificados y obtiene el derecho a disputar la eliminatoria previa de la Copa del Rey el equipo mejor clasificado que no haya obtenido el ascenso y que no sea dependiente ni filial.
Los restantes equipos (trece, en total) disputan la Fase de Permanencia todos contra todos, a una vuelta, y con la celebración 13 jornadas (sin arrastre de puntos, ni goles ni resultados de la primera fase). Esta fase comenzará también el 11 de febrero.

## Relevos
Los equipos ascendidos a Tercera Federación causan baja esta temporada en Regional Preferente, y son sustituidos por aquellos equipos que descencieron desde la Tercera Federación.
| Pos. | Ascendidos a 3.ª Federación |
| ---- | --------------------------- |
| 1.º  | C. D. Tedeón                |
| 2.º  | C. C. D. Alberite           |

| Pos. | Descendidos de 3.ª Federación |
| ---- | ----------------------------- |
| 3.º  | C. D. Agoncillo               |
| 15.º | Yagüe C. F.                   |

| Nuevos inscritos   |
| ------------------ |
| C. D. Tedeón "B"   |
| C. D. Promesas EDF |

| Pos. | No inscritos           |
| ---- | ---------------------- |
| 14.º | C. D. Arnedo ADN       |
| 18.º | C. D. San Lorenzo      |
| 21.º | Racing Rioja C. F. "C" |

## Participantes

### Información sobre los equipos participantes
| Equipo                         | Localidad                     | Fundación | Estadio                   |
| ------------------------------ | ----------------------------- | --------- | ------------------------- |
| C. D. Agoncillo                | Agoncillo (La Rioja)          | 1981      | San Roque                 |
| C. D. Aldeano                  | Aldeanueva de Ebro (La Rioja) | 2006      | San Bartolomé             |
| C. D. Alfaro "B"               | Alfaro (La Rioja)             | 2015      | La Molineta               |
| C. D. Autol                    | Autol (La Rioja)              | 1972      | La Manzanera              |
| C. D. Bañuelos                 | Baños de Río Tobía (La Rioja) | 1982      | El Poste                  |
| C. D. Berceo "B"               | Logroño                       | 2022      | Mundial 82 (Anexo)        |
| Real Bethlehem C. F.           | Logroño (La Rioja)            | 2020      | El Salvador               |
| C. P. Calasancio               | Logroño (La Rioja)            | 1977      | La Estrella               |
| C. D. Cenicero                 | Cenicero                      | 1984      | Las Viñas                 |
| C. D. Promesas EDF             | Logroño (La Rioja)            | 2008      | Prado Viejo               |
| C. D. Internacional de Logroño | Logroño (La Rioja)            | 2020      | Príncipe de Viana (Viana) |
| Náxara C. D. "B"               | Nájera (La Rioja)             | 2021      | La Salera                 |
| C. D. Pradejón                 | Pradejón (La Rioja)           | 1966      | Municipal Pradejón        |
| C. F. Rápid                    | Murillo de Río Leza           | 1967      | El Rozo                   |
| C. At. River Ebro Promesas     | Rincón de Soto (La Rioja)     | 2019      | San Miguel                |
| C. D. San Marcial              | Lardero (La Rioja)            | 1975      | Ángel de Vicente          |
| C. D. Sporting Cascajos        | Logroño (La Rioja)            | 2014      | El Salvador               |
| C. D. Tedeón "B"               | Navarrete (La Rioja)          | 2023      | San Miguel                |
| C. D. Varea "B"                | Varea                         | 2022      | Ángel Aguado              |
| C. D. Villegas                 | Logroño (La Rioja)            | 1974      | La Ribera                 |
| Yagüe C. F.                    | Logroño (La Rioja)            | 1962      | El Salvador               |

### Distribución de grupos
| Equipos de la temporada 2023-24 | Equipos de la temporada 2023-24 | Equipos de la temporada 2023-24 |
| Grupo 1                         | Grupo 2                         | Grupo 3                         |
| ------------------------------- | ------------------------------- | ------------------------------- |
| C. D. Agoncillo                 | C. D. Autol                     | C. D. Aldeano                   |
| C. D. Alfaro "B"                | C. D. Bañuelos                  | C. D. Berceo "B"                |
| Real Bethlehem C. F.            | C. D. Pradejón                  | C. P. Calasancio                |
| C. D. Cenicero                  | C. F. Rápid                     | C. D. Internacional de Logroño  |
| Náxara C. D. "B"                | C. D. Varea "B"                 | C. D. Promesas EDF              |
| C. At. River Ebro Promesas      | C. D. Villegas                  | C. D. San Marcial               |
| C. D. Tedeón "B"                | Yagüe C. F.                     | C. D. Sporting Cascajos         |

## Grupo 1[4]

### Equipos por localidad
| N.° | Localidad      | Equipos                    |
| --- | -------------- | -------------------------- |
| 1   | Agoncillo      | C. D. Agoncillo            |
| 1   | Alfaro         | C. D. Alfaro "B"           |
| 1   | Logroño        | Real Bethlehem C. F.       |
| 1   | Cenicero       | C. D. Cenicero             |
| 1   | Nájera         | Náxara C. D. "B"           |
| 1   | Rincón de Soto | C. At. River Ebro Promesas |
| 1   | Navarrete      | C. D. Tedeón "B"           |

### Clasificación del grupo 1
| Pos. | Equipo                     | Pts. | PJ | G | E | P  | GF | GC | Dif. |                                      |
| ---- | -------------------------- | ---- | -- | - | - | -- | -- | -- | ---- | ------------------------------------ |
| 1    | C. D. Cenicero             | 28   | 12 | 8 | 4 | 0  | 32 | 17 | +15  | Fase de ascenso a Tercera Federación |
| 2    | C. D. Agoncillo            | 27   | 12 | 8 | 3 | 1  | 40 | 15 | +25  | Fase de ascenso a Tercera Federación |
| 3    | C. Atlético River Ebro "B" | 23   | 12 | 7 | 2 | 3  | 28 | 19 | +9   | Fase de ascenso a Tercera Federación |
| 4    | Real Bethlehem C. F.       | 20   | 12 | 6 | 2 | 4  | 24 | 18 | +6   | Fase de permanencia                  |
| 5    | C. D. Tedeón "B"           | 10   | 12 | 3 | 1 | 8  | 12 | 24 | −12  | Fase de permanencia                  |
| 6    | Náxara C. D. "B"           | 7    | 12 | 2 | 1 | 9  | 9  | 33 | −24  | Fase de permanencia                  |
| 7    | C. D. Alfaro "B"           | 4    | 12 | 1 | 1 | 10 | 12 | 31 | −19  | Fase de permanencia                  |

 Fuente: Federación Riojana de Fútbol

### Tabla de resultados cruzados - Grupo 1
| Local \ Visitante          | AGO | ALF | BET | CEN | NAX | RIV | TED |
| -------------------------- | --- | --- | --- | --- | --- | --- | --- |
| C. D. Agoncillo            | —   | 3–1 | 3–1 | 2–2 | 4–0 | 3–4 | 7–1 |
| C. D. Alfaro "B"           | 0–5 | —   | 1–2 | 1–2 | 2–0 | 1–1 | 0–1 |
| Real Bethlehem C. F.       | 2–2 | 3–1 | —   | 3–4 | 4–0 | 0–2 | 3–1 |
| C. D. Cenicero             | 1–1 | 6–1 | 2–1 | —   | 1–1 | 5–3 | 2–1 |
| Náxara C. D. "B"           | 1–5 | 3–2 | 1–3 | 0–3 | —   | 1–5 | 1–2 |
| C. Atlético River Ebro "B" | 2–3 | 3–1 | 0–1 | 2–2 | 2–0 | —   | 3–2 |
| C. D. Tedeón "B"           | 0–2 | 2–1 | 1–1 | 1–2 | 0–1 | 0–1 | —   |

## Grupo 2[5]

### Equipos por localidad
| N.° | Localidad           | Equipos                                    |
| --- | ------------------- | ------------------------------------------ |
| 3   | Logroño             | C. D. Varea "B" C. D. Villegas Yagüe C. F. |
| 1   | Autol               | C. D. Autol                                |
| 1   | Baños de Río Tobía  | C. D. Bañuelos                             |
| 1   | Pradejón            | C. D. Pradejón                             |
| 1   | Murillo de Río Leza | C. F. Rápid                                |

### Clasificación del grupo 2
| Pos. | Equipo          | Pts. | PJ | G | E | P  | GF | GC | Dif. |                                      |
| ---- | --------------- | ---- | -- | - | - | -- | -- | -- | ---- | ------------------------------------ |
| 1    | Yagüe C. F.     | 23   | 12 | 6 | 5 | 1  | 30 | 14 | +16  | Fase de ascenso a Tercera Federación |
| 2    | C. D. Autol     | 21   | 12 | 6 | 3 | 3  | 28 | 13 | +15  | Fase de ascenso a Tercera Federación |
| 3    | C. F. Rápid     | 21   | 12 | 6 | 3 | 3  | 26 | 16 | +10  | Fase de ascenso a Tercera Federación |
| 4    | C. D. Villegas  | 18   | 12 | 5 | 3 | 4  | 22 | 21 | +1   | Fase de permanencia                  |
| 5    | C. D. Pradejón  | 17   | 12 | 4 | 5 | 3  | 24 | 17 | +7   | Fase de permanencia                  |
| 6    | C. D. Varea "B" | 15   | 12 | 4 | 3 | 5  | 22 | 22 | 0    | Fase de permanencia                  |
| 7    | C. D. Bañuelos  | 0    | 12 | 0 | 0 | 12 | 8  | 57 | −49  | Fase de permanencia                  |

 Fuente: Federación Riojana de Fútbol

### Tabla de resultados cruzados - Grupo 2
| Local \ Visitante | AUT | BAN | PRA | RAP | VAR | VIL | YAG |
| ----------------- | --- | --- | --- | --- | --- | --- | --- |
| C. D. Autol       | —   | 5–0 | 1–2 | 3–1 | 2–2 | 2–2 | 4–1 |
| C. D. Bañuelos    | 1–4 | —   | 0–4 | 0–8 | 1–5 | 1–3 | 1–3 |
| C. D. Pradejón    | 2–2 | 6–0 | —   | 1–1 | 4–0 | 1–4 | 2–2 |
| C. F. Rápid       | 1–0 | 3–1 | 0–0 | —   | 1–2 | 2–1 | 3–3 |
| C. D. Varea "B"   | 0–1 | 6–1 | 3–4 | 0–2 | —   | 2–0 | 0–0 |
| C. D. Villegas    | 0–4 | 5–1 | 2–1 | 1–0 | 2–2 | —   | 0–3 |
| Yagüe C. F.       | 1–0 | 5–1 | 0–0 | 6–1 | 4–0 | 2–2 | —   |

## Grupo 3[6]

### Equipos por localidad
| N.° | Localidad          | Equipos |
| --- | ------------------ | --- |
| 5   | Logroño            | C. D. Berceo "B" C. P. Calasancio C. D. Internacional de Logroño C. D. Promesas EDF C. D. Sporting Cascajos |
| 1   | Aldeanueva de Ebro | C. D. Aldeano                                                                                               |
| 1   | Lardero            | C. D. San Marcial                                                                                           |

### Clasificación del grupo 3
| Pos. | Equipo                         | Pts. | PJ | G  | E | P  | GF | GC | Dif. |                                      |
| ---- | ------------------------------ | ---- | -- | -- | - | -- | -- | -- | ---- | ------------------------------------ |
| 1    | C. D. San Marcial              | 34   | 12 | 11 | 1 | 0  | 41 | 13 | +28  | Fase de ascenso a Tercera Federación |
| 2    | C. D. Promesas E. D. F.        | 21   | 12 | 7  | 0 | 5  | 33 | 24 | +9   | Fase de ascenso a Tercera Federación |
| 3    | C. D. Berceo Promesas          | 18   | 12 | 6  | 0 | 6  | 31 | 25 | +6   | Fase de permanencia                  |
| 4    | C. D. Aldeano                  | 17   | 12 | 5  | 2 | 5  | 24 | 22 | +2   | Fase de permanencia                  |
| 5    | C. D. Sporting Cascajos        | 16   | 12 | 5  | 1 | 6  | 19 | 22 | −3   | Fase de permanencia                  |
| 6    | C. P. Calasancio               | 10   | 12 | 2  | 4 | 6  | 12 | 20 | −8   | Fase de permanencia                  |
| 7    | C. D. Internacional de Logroño | 6    | 12 | 2  | 0 | 10 | 5  | 39 | −34  | Fase de permanencia                  |

 Fuente: Federación Riojana de Fútbol

### Tabla de resultados cruzados - Grupo 3
| Local \ Visitante              | ALD | BER | CAL | INT | PRO | SAN | SPO |
| ------------------------------ | --- | --- | --- | --- | --- | --- | --- |
| C. D. Aldeano                  | —   | 1–2 | 1–1 | 4–0 | 3–6 | 1–2 | 2–0 |
| C. D. Berceo Promesas          | 0–3 | —   | 5–2 | 3–0 | 1–3 | 0–4 | 2–3 |
| C. P. Calasancio               | 1–1 | 1–3 | —   | 1–0 | 3–2 | 1–1 | 0–1 |
| C. D. Internacional de Logroño | 1–3 | 0–9 | 1–0 | —   | 3–2 | 0–6 | 0–1 |
| C. D. Promesas EDF             | 3–4 | 2–1 | 2–0 | 2–0 | —   | 2–3 | 4–2 |
| C. D. San Marcial              | 5–1 | 5–3 | 1–0 | 4–0 | 3–2 | —   | 3–1 |
| C. D. Sporting Cascajos        | 1–0 | 1–2 | 2–2 | 4–0 | 1–3 | 2–4 | —   |

1. ↑  El partido entre el C. D. Berceo Promesas y el C. D. Aldeano celebrado el 23 de septiembre de 2023  finalizó con resultado de 2-1, pero el C. D. Berceo Promesas incurrió en alineación indebida, por lo que recibió una sanción federativa, dándole el partido por perdido por 0-3.

## Fase de ascenso
Equipos clasificados
- 8 equipos

| Pos. | Grupo 1                    |
| ---- | -------------------------- |
| 1.°  | C. D. Cenicero             |
| 2.°  | C. D. Agoncillo            |
| 3.°  | C. Atlético River Ebro "B" |

| Pos. | Grupo 2     |
| ---- | ----------- |
| 1.°  | Yagüe C. F. |
| 2.°  | C. D. Autol |
| 3.°  | C. F. Rápid |

| Pos. | Grupo 3            |
| ---- | ------------------ |
| 1.°  | C. D. San Marcial  |
| 2.°  | C. D. Promesas EDF |

### Clasificación del grupo de ascenso
| Pos. | Equipo                     | Pts. | PJ | G | E | P  | GF | GC | Dif. |                                              |
| ---- | -------------------------- | ---- | -- | - | - | -- | -- | -- | ---- | -------------------------------------------- |
| 1    | Yagüe C. F. (A)            | 27   | 14 | 8 | 3 | 3  | 30 | 20 | +10  | Ascenso a Tercera Federación                 |
| 2    | C. D. Agoncillo (A)        | 24   | 14 | 6 | 6 | 2  | 27 | 14 | +13  | Ascenso a Tercera Federación                 |
| 3    | C. D. Autol (A)            | 22   | 14 | 7 | 1 | 6  | 20 | 19 | +1   | Ascenso a Tercera Federación                 |
| 4    | C. D. Promesas E. D. F.    | 20   | 14 | 6 | 2 | 6  | 26 | 26 | 0    | Clasificación a Copa del Rey                 |
| 5    | C. F. Rápid                | 20   | 14 | 5 | 5 | 4  | 22 | 20 | +2   |                                              |
| 6    | C. D. San Marcial          | 19   | 14 | 5 | 4 | 5  | 26 | 23 | +3   |                                              |
| 7    | C. D. Cenicero             | 15   | 14 | 3 | 6 | 5  | 14 | 21 | −7   |                                              |
| 8    | C. Atlético River Ebro "B" | 6    | 14 | 1 | 3 | 10 | 11 | 33 | −22  | El club no compite en la siguiente temporada |

 Fuente: Federación Riojana de Fútbol

### Tabla de resultados cruzados - Grupo ascenso
| Local \ Visitante          | CEN | AGO | ARI | YAG | AUT | RAP | SAN | PRO |
| -------------------------- | --- | --- | --- | --- | --- | --- | --- | --- |
| C. D. Cenicero             | —   | 1–4 | 0–0 | 2–2 | 1–0 | 1–0 | 1–1 | 3–2 |
| C. D. Agoncillo            | 0–0 | —   | 5–3 | 1–1 | 0–1 | 3–0 | 1–1 | 0–1 |
| C. Atlético River Ebro "B" | 1–1 | 1–2 | —   | 1–2 | 0–1 | 1–1 | 1–0 | 1–2 |
| Yagüe C. F.                | 2–0 | 0–4 | 5–0 | —   | 3–0 | 3–5 | 3–1 | 2–0 |
| C. D. Autol                | 2–1 | 1–1 | 3–0 | 0–1 | —   | 1–2 | 3–1 | 3–0 |
| C. F. Rápid                | 3–0 | 1–1 | 1–0 | 2–2 | 1–2 | —   | 2–1 | 2–2 |
| C. D. San Marcial          | 3–3 | 1–3 | 3–0 | 4–1 | 3–2 | 1–1 | —   | 4–1 |
| C. D. Promesas E. D. F.    | 1–0 | 2–2 | 7–2 | 0–3 | 5–1 | 2–1 | 1–2 | —   |

## Fase de permanencia
Equipos clasificados
- 13 equipos

| Pos. | Grupo 1              |
| ---- | -------------------- |
| 4.°  | Real Bethlehem C. F. |
| 5.°  | C. D. Tedeón "B"     |
| 6.°  | Náxara C. D. "B"     |
| 7.°  | C. D. Alfaro "B"     |

| Pos. | Grupo 2         |
| ---- | --------------- |
| 4.°  | C. D. Villegas  |
| 5.°  | C. D. Pradejón  |
| 6.°  | C. D. Varea "B" |
| 7.°  | C. D. Bañuelos  |

| Pos. | Grupo 3                        |
| ---- | ------------------------------ |
| 3.°  | C. D. Berceo Promesas          |
| 4.°  | C. D. Aldeano                  |
| 5.°  | C. D. Sporting Cascajos        |
| 6.°  | C. P. Calasancio               |
| 7.°  | C. D. Internacional de Logroño |

### Clasificación del grupo de permanencia
| Pos. | Equipo                         | Pts. | PJ | G  | E | P  | GF | GC | Dif. |                                              |
| ---- | ------------------------------ | ---- | -- | -- | - | -- | -- | -- | ---- | -------------------------------------------- |
| 1    | C. D. Pradejón                 | 33   | 12 | 11 | 0 | 1  | 42 | 9  | +33  |                                              |
| 2    | C. D. Berceo Promesas          | 27   | 12 | 8  | 3 | 1  | 40 | 14 | +26  | El club no compite en la siguiente temporada |
| 3    | C. P. Calasancio               | 27   | 12 | 8  | 3 | 1  | 22 | 11 | +11  |                                              |
| 4    | C. D. Varea "B"                | 26   | 12 | 8  | 2 | 2  | 33 | 18 | +15  |                                              |
| 5    | C. D. Villegas                 | 21   | 12 | 6  | 3 | 3  | 36 | 17 | +19  |                                              |
| 6    | C. D. Aldeano                  | 21   | 12 | 6  | 3 | 3  | 23 | 18 | +5   |                                              |
| 7    | Náxara C. D. "B"               | 16   | 12 | 5  | 1 | 6  | 12 | 19 | −7   |                                              |
| 8    | C. D. Sporting Cascajos        | 15   | 12 | 5  | 0 | 7  | 23 | 18 | +5   |                                              |
| 9    | C. D. Bañuelos                 | 13   | 12 | 4  | 1 | 7  | 10 | 25 | −15  |                                              |
| 10   | Real Bethlehem C. F.           | 9    | 12 | 2  | 3 | 7  | 12 | 34 | −22  |                                              |
| 11   | C. D. Internacional de Logroño | 7    | 12 | 2  | 1 | 9  | 14 | 32 | −18  |                                              |
| 12   | C. D. Tedeón "B"               | 4    | 12 | 1  | 1 | 10 | 17 | 40 | −23  | El club no compite en la siguiente temporada |
| 13   | C. D. Alfaro "B"               | 4    | 12 | 1  | 1 | 10 | 12 | 41 | −29  |                                              |

 Fuente: Federación Riojana de Fútbol

## Tabla de resultados cruzados - Grupo Permanencia
| Local \ Visitante              | ALD | ALF | BAN | BER | CAL | INT | NAX | PRA | RBE | SPO | TED | VAR | VIL |
| ------------------------------ | --- | --- | --- | --- | --- | --- | --- | --- | --- | --- | --- | --- | --- |
| C. D. Aldeano                  | —   |     |     |     | 1–3 |     | 1–2 |     |     | 2–1 | 5–1 | 1–3 | 2–0 |
| C. D. Alfaro "B"               | 2–3 | —   |     | 0–4 | 0–3 | 4–2 | 0–2 | 0–5 | 1–1 |     |     |     |     |
| C. D. Bañuelos                 | 1–1 | 3–2 | —   | 0–2 | 0–3 | 0–1 |     | 2–3 | 2–1 |     |     |     |     |
| C. D. Berceo Promesas          | 2–2 |     |     | —   |     |     | 5–0 |     |     | 4–3 | 8–1 | 3–0 | 3–3 |
| C. P. Calasancio               |     |     |     | 0–0 | —   | 1–0 |     | 0–4 |     |     | 2–1 | 2–2 | 2–2 |
| C. D. Internacional de Logroño | 1–1 |     |     | 2–7 |     | —   | 0–1 | 0–4 |     | 1–3 |     | 1–3 |     |
| Náxara C. D. "B"               |     |     | 0–1 |     | 1–3 |     | —   |     |     | 1–0 | 3–1 | 0–3 | 0–0 |
| C. D. Pradejón                 | 2–3 |     |     | 3–0 |     |     | 3–1 | —   |     | 2–0 | 4–0 | 4–1 |     |
| Real Bethlehem C. F.           | 0–1 |     |     | 0–2 | 0–2 | 3–1 | 2–1 | 0–5 | —   | 0–7 |     |     |     |
| C. D. Sporting Cascajos        |     | 4–1 | 2–0 |     | 0–1 |     |     |     |     | —   | 2–0 | 1–3 | 0–3 |
| C. D. Tedeón "B"               |     | 2–1 | 0–1 |     |     | 2–3 |     |     | 3–3 |     | —   |     | 2–3 |
| C. D. Varea "B"                |     | 4–0 | 5–0 |     |     |     |     |     | 2–2 |     | 5–3 | —   | 2–1 |
| C. D. Villegas                 |     | 8–1 | 5–0 |     |     | 3–2 |     | 1–3 | 7–0 |     |     |     | —   |

## Resumen de la temporada

### Equipos ascendidos aTercera Federación
| Bandera de La Rioja (España) | Bandera de La Rioja (España) | Bandera de La Rioja (España) |
| Yagüe C. F.                  | C. D. Autol                  | C. D. Agoncillo              |
| ---------------------------- | ---------------------------- | ---------------------------- |

### Clasificado para la ronda previa de laCopa del Rey
| Bandera de La Rioja (España) |
| C. D. Promesas EDF           |
| ---------------------------- |

## Datos y estadísticas

### Récords
| Récords de equipos       | Récords de equipos | Récords de equipos | Récords de equipos                                         | Récords de equipos             | Récords de equipos           | Récords de equipos | Récords de equipos           | Récords de equipos         | Récords de equipos |
| Récord                   | Grupo              | Fecha              | Equipo/s                                                   | Local                          |                              | Resultado          |                              | Visitante                  | Rep.               |
| ------------------------ | ------------------ | ------------------ | ---------------------------------------------------------- | ------------------------------ | ---------------------------- | ------------------ | ---------------------------- | -------------------------- | ------------------ |
| Más goles en un partido  | Grupo 3            | 16/12/2023         | C. D. Aldeano y C. D. Promesas E. D. F. (9)                | C. D. Aldeano                  | Bandera de La Rioja (España) | 3 – 6              | Bandera de La Rioja (España) | C. D. Promesas E. D. F.    | Jornada 11         |
| Más goles en un partido  | Grupo 3            | 21/10/2023         | C. D. Internacional de Logroño y C. D. Berceo Promesas (9) | C. D. Internacional de Logroño | Bandera de La Rioja (España) | 0 – 9              | Bandera de La Rioja (España) | C. D. Berceo Promesas      | Jornada 4          |
| Más goles en un partido  | Ascenso            | 13/04/2024         | C. D. Promesas E. D. F. y C. Atlético River Ebro "B" (9)   | C. D. Promesas E. D. F.        | Bandera de La Rioja (España) | 7 – 2              | Bandera de La Rioja (España) | C. Atlético River Ebro "B" | Jornada 9          |
| Más goles en un partido  | Permanencia        | 03/03/2024         | C. D. Berceo Promesas y C. D. Tedeón "B" (9)               | C. D. Berceo Promesas          | Bandera de La Rioja (España) | 8 – 1              | Bandera de La Rioja (España) | C. D. Tedeón "B"           | Jornada 4          |
| Más goles en un partido  | Permanencia        | 20/04/2024         | C. D. Villegas y C. D. Alfaro "B" (9)                      | C. D. Villegas                 | Bandera de La Rioja (España) | 8 – 1              | Bandera de La Rioja (España) | C. D. Alfaro "B"           | Jornada 10         |
| Más goles en un partido  | Permanencia        | 09/03/2024         | C. D. Internacional de Logroño y C. D. Berceo Promesas (9) | C. D. Internacional de Logroño | Bandera de La Rioja (España) | 2 – 7              | Bandera de La Rioja (España) | C. D. Berceo Promesas      | Jornada 5          |
| Mayor victoria local     | Permanencia        | 03/03/2024         | C. D. Berceo Promesas (+7)                                 | C. D. Berceo Promesas          | Bandera de La Rioja (España) | 8 – 1              | Bandera de La Rioja (España) | C. D. Tedeón "B"           | Jornada 4          |
| Mayor victoria local     | Permanencia        | 06/04/2024         | C. D. Villegas (+7)                                        | C. D. Villegas                 | Bandera de La Rioja (España) | 7 – 0              | Bandera de La Rioja (España) | Real Bethlehem C. F.       | Jornada 8          |
| Mayor victoria local     | Permanencia        | 20/04/2024         | C. D. Villegas (+7)                                        | C. D. Villegas                 | Bandera de La Rioja (España) | 8 – 1              | Bandera de La Rioja (España) | C. D. Alfaro "B"           | Jornada 10         |
| Mayor victoria visitante | Grupo 3            | 21/10/2023         | C. D. Berceo Promesas (+9)                                 | C. D. Internacional de Logroño | Bandera de La Rioja (España) | 0 – 9              | Bandera de La Rioja (España) | C. D. Berceo Promesas      | Jornada 4          |

Fuente: Fútbol Regional